# John Boyd
John Richard Boyd, född 23 januari 1927 i Erie, Pennsylvania, död 9 mars 1997 i West Palm Beach, Florida, var en amerikansk officer (överste) i USA:s flygvapen och militärteoretiker, vars mest kända insats är formuleringen av OODA-loopen. Han stod också, tillsammans med matematikern Thomas Christie, bakom den så kallade energy–maneuverability (E-M)-teorin om flygstrid som påverkade utformningen av flera amerikanska stridsflygplan, framför allt F-15 och F-16.